# Usta
L'Usta - (rus) Уста - és un riu de Rússia. És un afluent per l'esquerra del Vetluga, pertany a la conca hidrogràfica del Volga.

## Geografia
L'Usta discorre per les províncies de Nijni Nóvgorod i Kírov. Té una llargària de 253 km i una conca de 6.030 km². És de règim principalment nival. El seu cabal mitjà a 47 km de la desembocadura és de 28 m³/s. Es glaça sobretot des de novembre a abril, i és navegable en el seu curs inferior.
Passa per les ciutats de Pervomaisk i Urén.